# Lyme (New Hampshire)
Lyme – miasto w Stanach Zjednoczonych, w stanie New Hampshire, w hrabstwie Grafton.